# Ivar Kamke

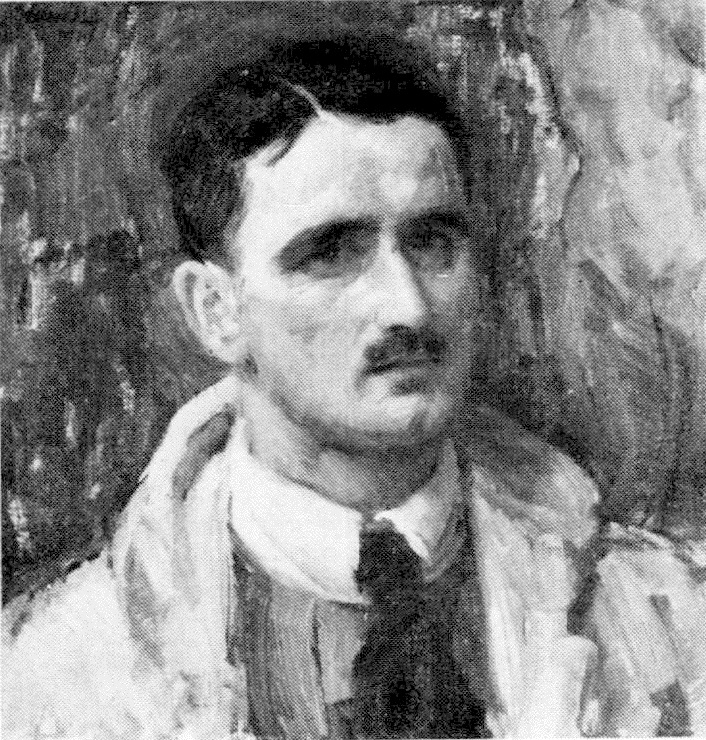
Ivar Kamke, självporträtt, cirka 1910.

Ivar Kamke, född 2 januari 1882 i Stockholm, död 3 juli 1936 i Helsingborg, var en svensk målare och grafiker. 
Ivar Kamke var son till språkläraren Rudolph Julius Kamke och författaren Hanna Kamke, född Stricker. Han studerade vid Tekniska skolan för bland andra Oscar Björck och Axel Kulle 1900–1905 och blev snart uppmärksammad för sin begåvning, särskilt som porträttmålare.
Åren 1906–1909 var han verksam i fiskeläget Volendam i Noord-Holland, Nederländerna, inte långt från Amsterdam, och företog därefter 1909–1912 studieresor i Europa, bland annat i Holland, Frankrike, Tyskland och Italien, 1909–1911 som Jenny Lindstipendiat.
1912 studerade han för Axel Tallberg vid hans Etsnings- och gravyrskola vid Konstakademien.
Åren 1920–1924 och 1935 vistades Ivar Kamke återigen i Italien.
Bland hans motiv märks fiskarbefolkning i Nederländerna samt italienska och nordafrikanska landskap och figurer, hållna i friska och klara färger. En landskapsmålning finns bland annat på Waldemarsudde, han utförde raskt uppfattade torgscener, såsom Fiskeauktion i Volendam, nu i museet i Buenos Aires, Vindragarna i Jamtli, Jämtlands länsmuseum i Östersund, samt framför allt väl träffade porträtt, såsom porträttet av Karl Asplund på Moderna museet. I Statens porträttsamling på Gripsholms slott återfinns en bröstbild av Karl Asplund i pastell utförd av Ivar Kamke 1933. Karl Asplund var konstkritiker i Dagens Nyheter och Svenska Dagbladet samt VD i AB H. Bukowskis konsthandel. Ivar Kamke målade också porträtt, nakenmodeller samt bilder från Visby. Hans etsningar liknar Anders Zorns grafiska manér.
Förutom vid ovannämnda museer finns Kamke även representerad vid bland annat Göteborgs konstmuseum, Nationalmuseum i Stockholm  och Kalmar läns museum.
Ivar Kamke var från 1911 gift med Käthe Kamke, född 1887 i Hofheim, Tyskland, död 1962 i Baden-Baden, Tyskland. Även hon var målare, som ägnade sig åt landskap med eller utan figurer, stads- och ruinmotiv, porträtt, stilleben med blommor och religiösa motiv.  Hon var utbildad i Dachau och München. Makarna Kamke bodde 1913–1920  på Storängsvägen 18 i Storängen, Nacka, i den villa som ritats av Carl Westman åt skulptören John Börjeson.
Makarna Kamke är begravda på Norra begravningsplatsen utanför Stockholm.

## Bildgalleri

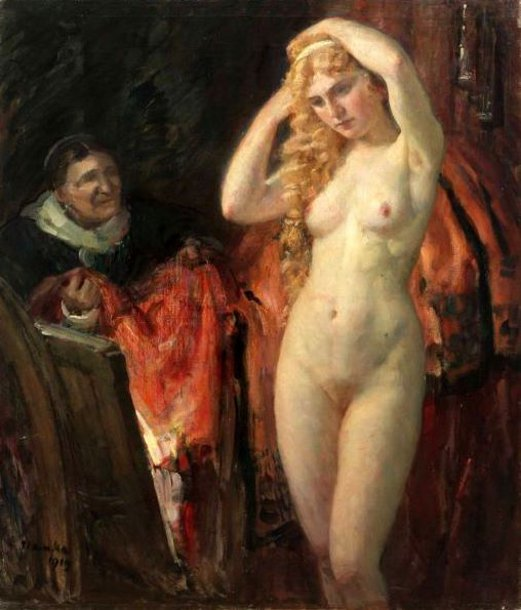
En nakenmodell med okänd titel (1905)
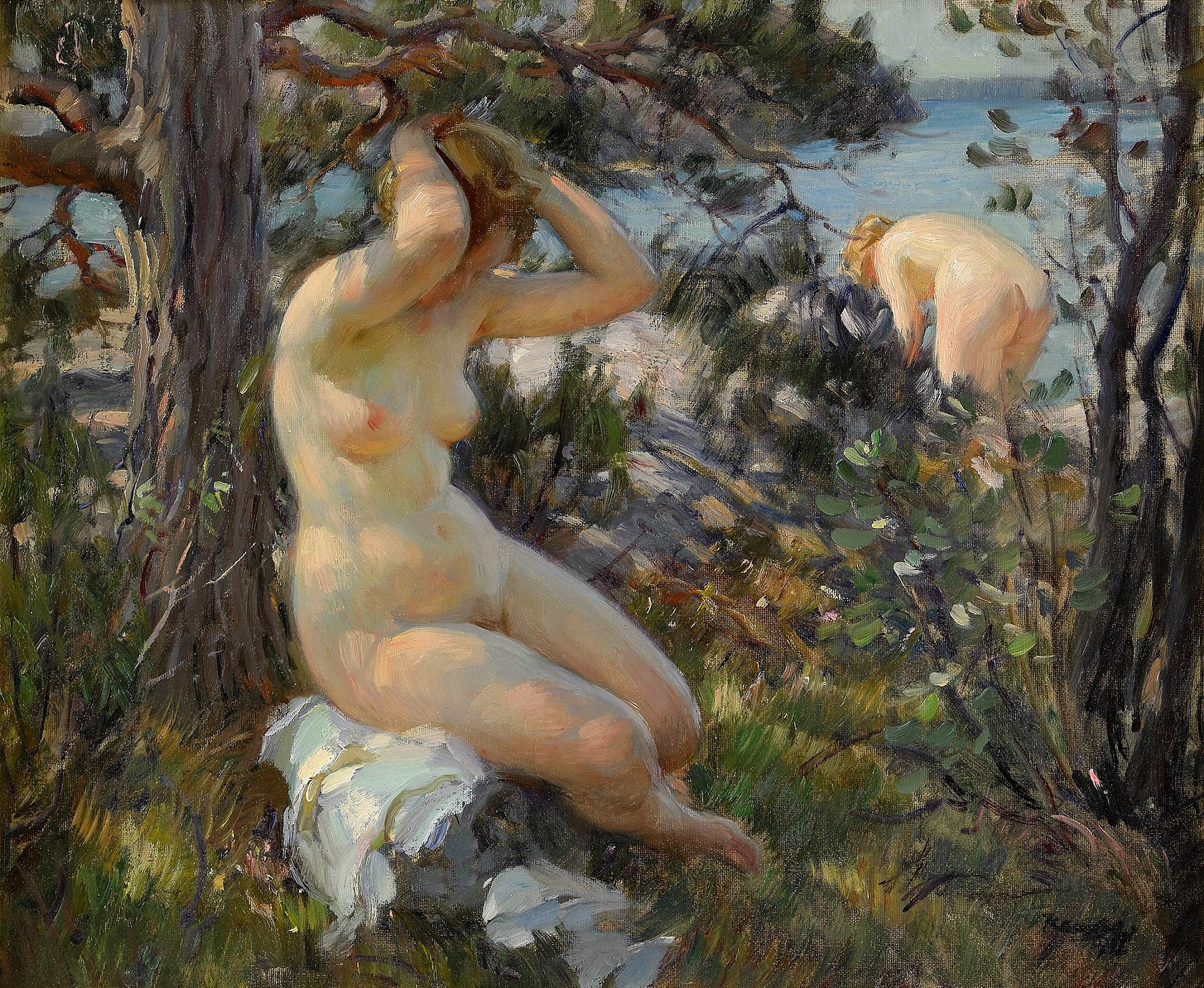
Eftermiddagsdopp
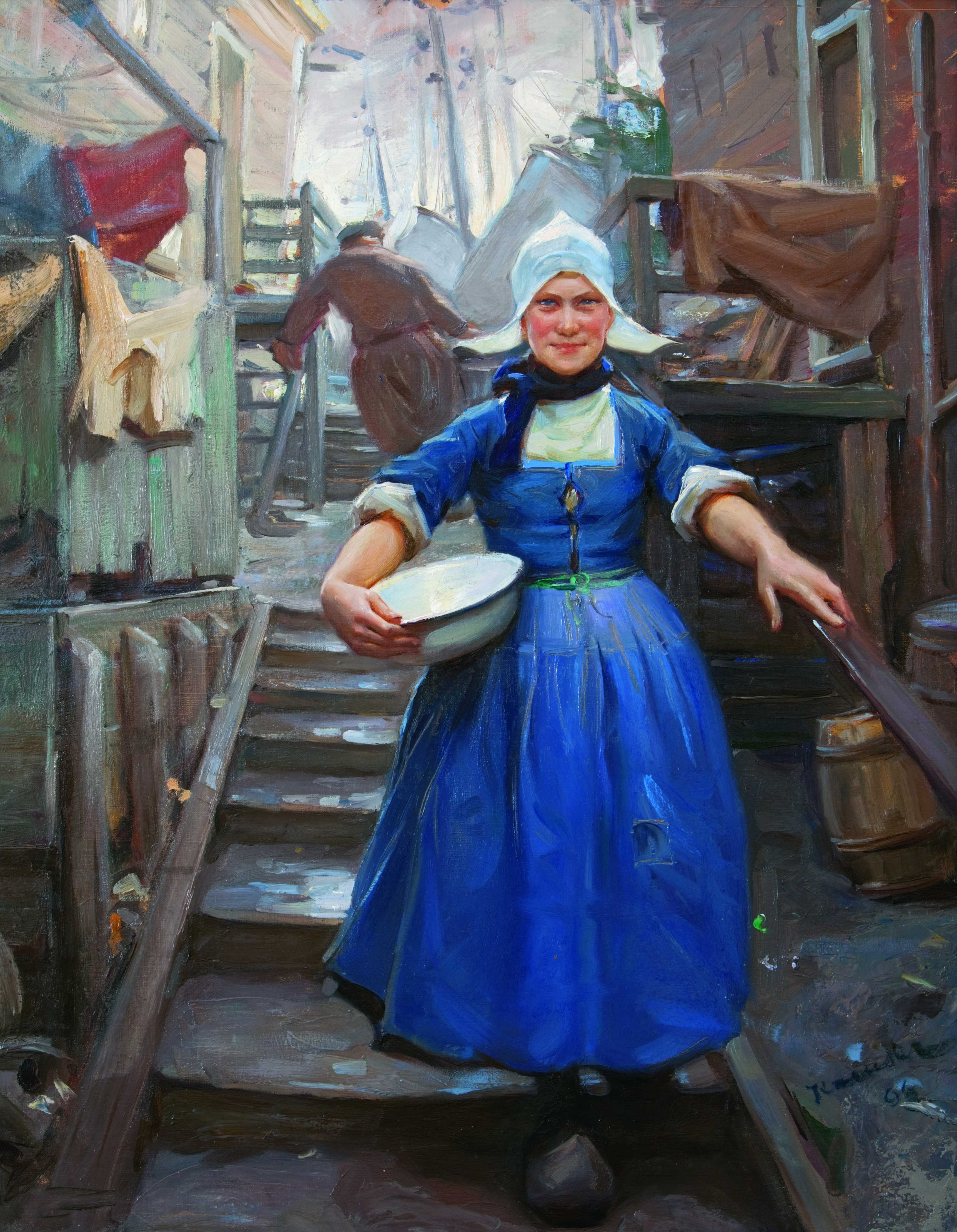
Kvinna som poserar på Speiringstigen i Volendam (1908)
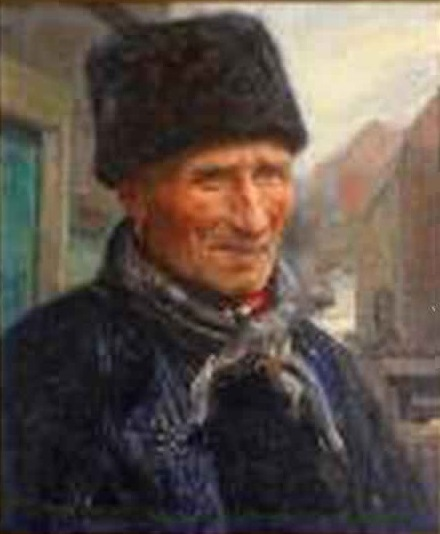
Fiskare i Volendam (1908)
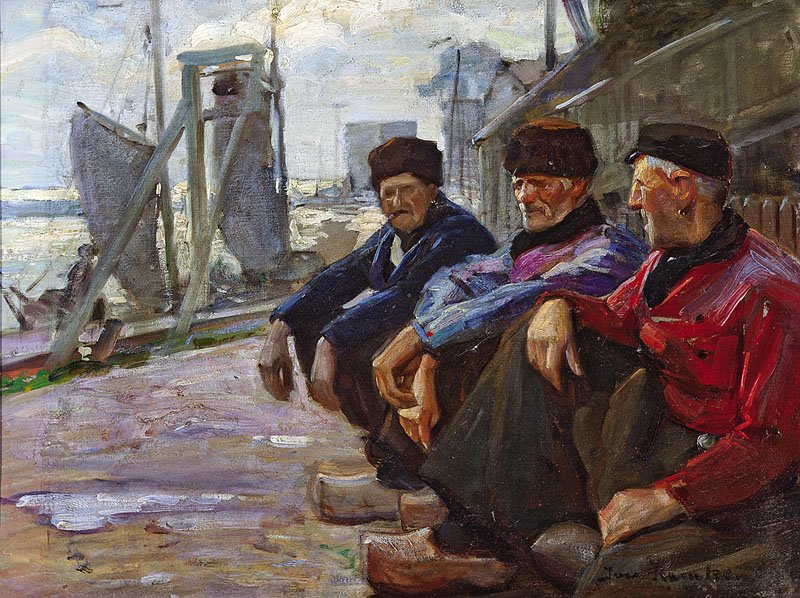
Hamnarbetare vid Nordsjövarvet (1909)
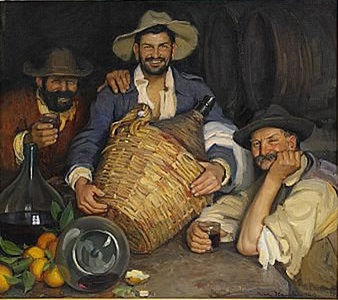
Italienska bönder (1910)
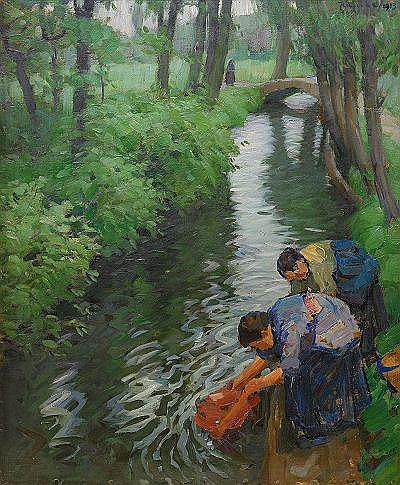
Franskt landskap (1910)
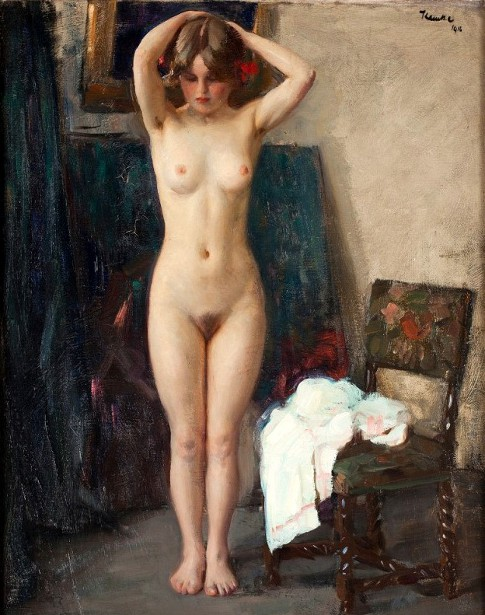
Nakenmodell (1912)
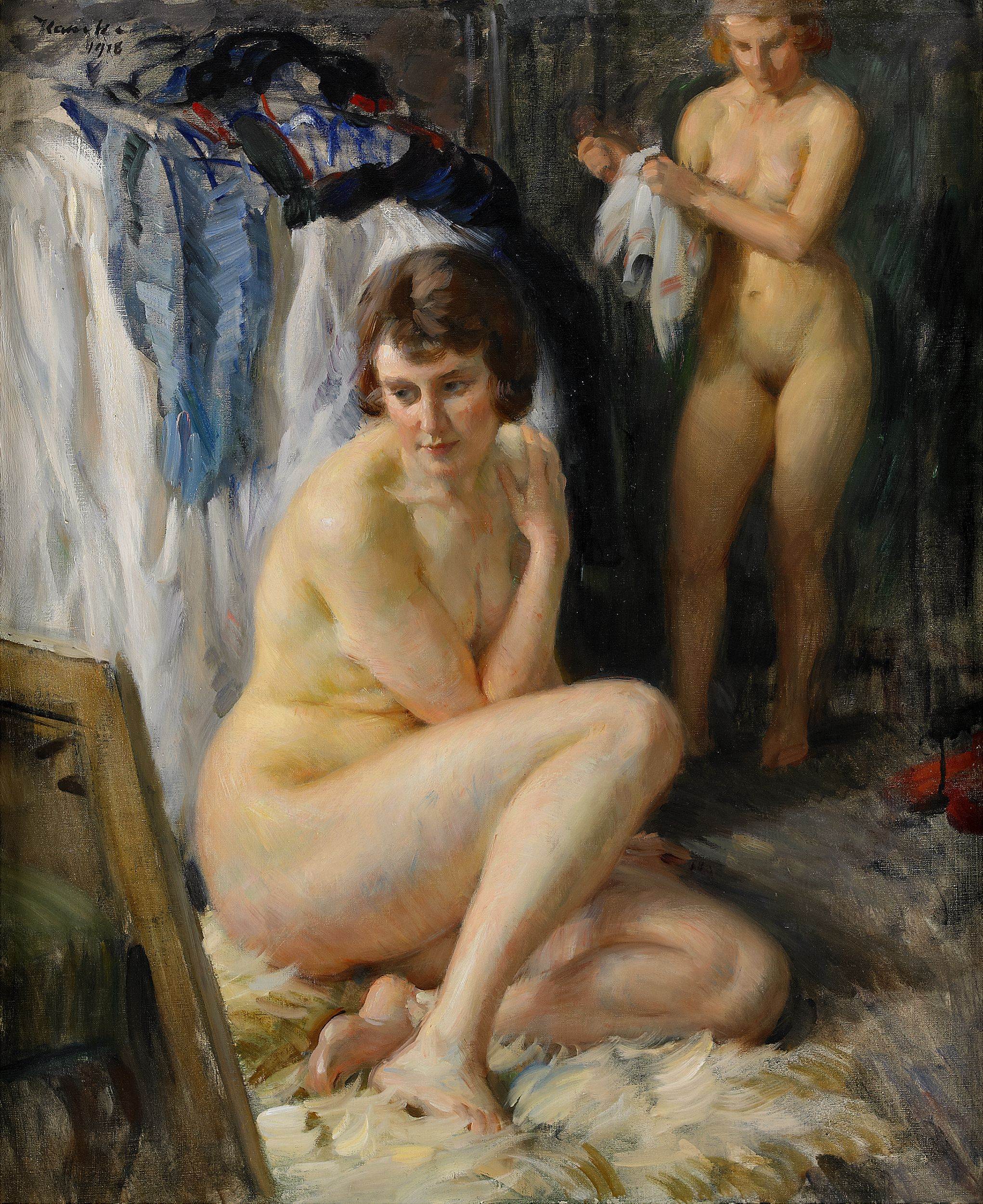
Nakenmodeller (1918)
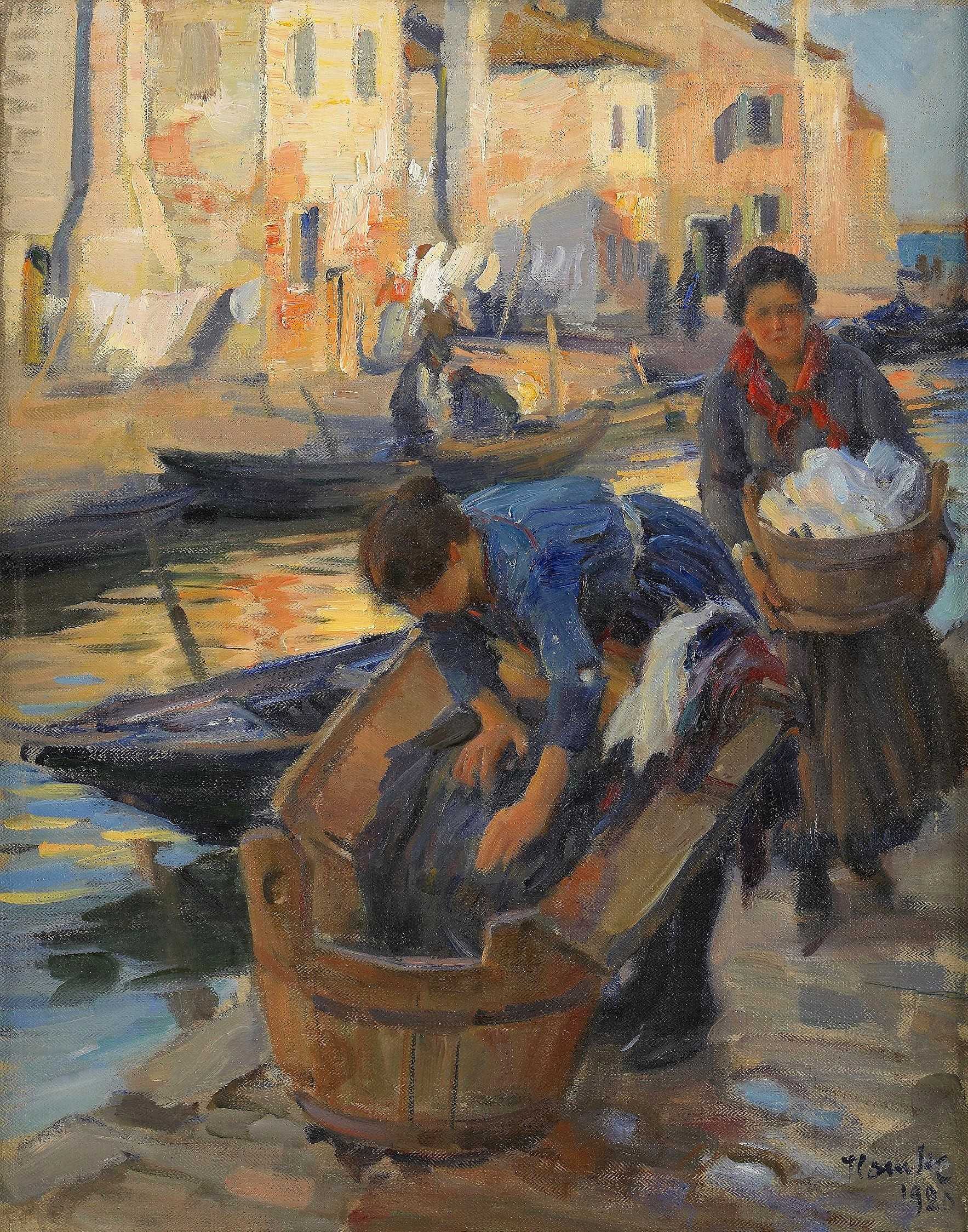
Tvätterskor vid kanalen - Venedig (1920)
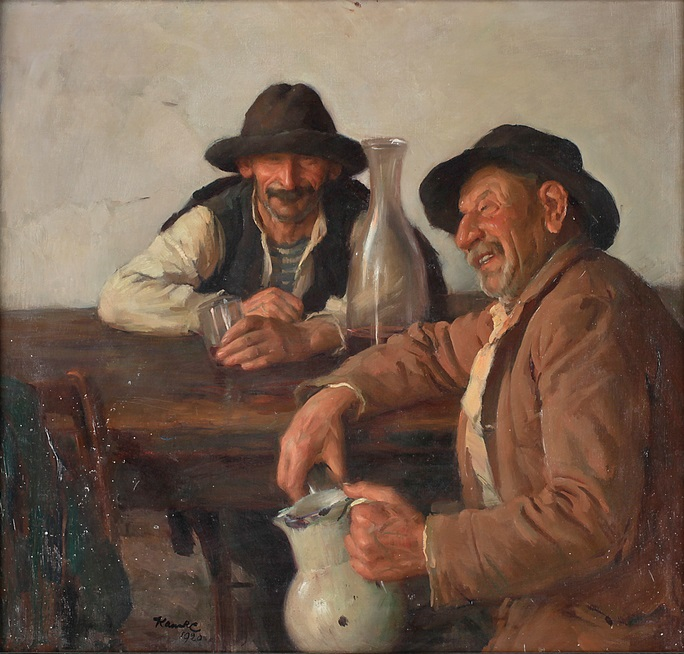
Skålande män (1920)